# Непомильність папи
Догма́т про непоми́льність Па́пи (іноді зустрічається термін Непогрі́шність) — догмат католицької церкви, в якому стверджується, що, коли Папа визначає вчення церкви, які стосуються віри або моралі, проголошуючи його ex cathedra (тобто, як голова церкви), він огороджений від самої можливості помилятися. Згідно з Катехізисом католицької церкви, Христос доручив церкві навчати і «уділив їй участь у своїй власній непомильності».
Віронавчальна «безпомилковість папи є даром Святого Духа, даним папі, як наступнику апостола Петра в силу апостольського спадкоємства, а не через його особисті якості (як і будь-який інший християнин, Папа не відгороджений від гріхів і має потребу в покаянні й сповіді)» .

## Прийняття та використання
Догмат був прийнятий 1869 році на Першому ватиканському соборі, ініціаторами обговорення виступила партія ультрамонтан. Офіційно догмат проголошений у догматичній конституції Pastor Aeternus 18 липня 1870 року поряд із твердженням «ординарної й безпосередньої» влади юрисдикції понтифіка у всесвітній церкві. У догматичній конституції визначені умови — проголошення ex cathedra, а не приватне вчителювання, і сфера застосування — судження про віру й моральність, що випливають із тлумачення Божественного Одкровення.
За історію католицької церкви Папа лише один раз скористався своїм правом проголосити нове навчання ex cathedra: 1950 року папа Пій XII проголосив догмат про небовзяття Пресвятої Діви Марії. Догмат про безпомилковість був підтверджений на Другому Ватиканському Соборі (1962–1965) у догматичній конституції про церкву Lumen Gentium.

## Ставлення інших християнських церков
Проголошення догмату про непомильність Папи викликало незгоду серед групи католиків, які 1889 року відокремились від католицької церкви та виділились у старокатолицизм.
Поряд із філіокве та догматом про непорочне зачаття Діви Марії, цей догмат став одним з головних каменів спотикання у діалозі між католицизмом і православ'ям, яке вбачає у ньому порушення догмату церковної соборності.
Більшість сучасних протестантів вважають єдиноначальність папи як історично обумовлену помилку християнства, і непомильність папи, як і першість юрисдикції, залишаються в числі найважливіших перешкод для об'єднання католиків і літургійних протестантів, таких, як лютерани й англікани.